# Marie Dugard
Marie Dugard est une romancière, enseignante, traductrice et pédagogue française née le 18 août 1862 à Elbeuf et morte le 23 octobre 1931 à Paris, spécialiste de la civilisation américaine. Elle a notamment publié des ouvrages d'éducation et de morale.

## Biographie
Marie Dugard naît le 18 août 1862 à Elbeuf, d'un père fabricant de draps et d'une mère au foyer. Durant sa petite enfance, elle est victime d'un accident qui touche sa colonne vertébrale.
Elle s'installe à Paris pour ses études et obtient, en 1885, le Certificat d'aptitude d'enseignement secondaire, qui lui permet d'enseigner. Elle poursuit ses études de manière indépendante et obtient l'agrégation de l'enseignement secondaire en lettres en 1886, se classant cinquième parmi les dix-neuf candidats, sans avoir fréquenté l'École normale supérieure de Sèvres.
Elle commence sa carrière au lycée de jeunes filles de Reims, avant d'être nommée au lycée Molière, troisième lycée de filles ouvert à Paris, en 1888, où elle enseigne pendant quarante ans. Elle s'engage dans les débats éducatifs de la Troisième République, et contribue à plusieurs revues pédagogiques : la Revue universitaire, dont elle fait partie du comité de rédaction, les Annales de la jeunesse laïque et la Ligue de l’enseignement, où elle milite pour l'instruction laïque et le droit à l'éducation pour les jeunes filles. Parmi ses élèves figurent notamment Louise Weiss et Hélène Bourgeois, fille de Léon Bourgeois.
Durant la Première Guerre mondiale, Marie Dugard s'engage dans la Croix-Rouge. De 1915 à 1919, elle sert comme infirmière dans un hôpital militaire.
En 1923, elle est décorée de la Légion d'honneur pour son engagement en faveur de l'éducation des jeunes filles en France.
Marie Dugard reste célibataire toute sa vie, revendiquant une vision positive et assumée de ce choix. Elle achève sa carrière d'enseignante en 1926.
Elle décède à Paris le 23 octobre 1931.

## Engagements éducatifs, sociaux et spirituels

### Influence américaine et pédagogie éducative
En 1893, Marie Dugard se rend au Congrès international de l'éducation lors de l'Exposition universelle de Chicago, où elle est la seule femme parmi les huit membres de la délégation scolaire. Elle y présente un exposé sur les études artistiques études artistiques dans les établissements d'enseignement secondaire. Elle reste aux États-Unis jusqu'en 1894 et y découvre le modèle éducatif américain, notamment la coéducation et l'indépendance financière des femmes, qui influencent profondément ses réflexions pédagogiques et sociales. 
Son expérience américaine l'incite à plaider pour des réformes éducatives en France, en s'inspirant du modèle outre-Atlantique. En 1896, elle publie La Société américaine : mœurs et caractère, la famille, rôle de la femme, écoles et universités, rédigé durant son voyage aux États-Unis, où elle propose une critique du modèle éducatif américain. L'ouvrage reçoit en 1897 le Prix Jules Favre de l'Académie française.
Elle milite activement pour une réforme de l'enseignement des jeunes filles en France, dénonçant les conditions de travail difficiles des professeures et plaidant pour un meilleur accès au baccalauréat et à l'enseignement supérieur. En 1895, dans Le surmenage des femmes professeurs, elle dénonce les conditions de travail épuisantes des enseignantes. Le texte lance un débat public sur le sujet.
En 1902, dans De la formation des maîtres de l’enseignement secondaire à l’étranger et en France, elle analyse les systèmes de formation pédagogique des enseignants dans différents pays. Elle y insiste sur le fait que l'éducation des enseignants ne peut pas se limiter à la maîtrise des savoirs disciplinaires, mais doit intégrer une formation pédagogique pratique, qui faisait selon elle défaut en France à l'époque. Elle milite pour l'instauration de stages pédagogiques en France, déjà mis en œuvre en Allemagne et en Angleterre, pour renforcer la qualité de l'enseignement dispensé dans les lycées.

### Engagement pour les droits des femmes et l'émancipation intellectuelle
Marie Dugard s'engage également pour la modernisation des mentalités sur le mariage et les droits des femmes. Affiliée au groupe « les féminières », elle participe au IIe Congrès des œuvres et institutions féminines en 1900,. En 1905, elle intervient à l'Exposition universelle de Liège pour présenter l'enseignement dans le secondaire féminin.
En 1899, elle écrit un article dans la Revue Universitaire sur l’éducation des jeunes filles, dans lequel elle dénonce les freins à l'émancipation intellectuelle des jeunes filles, et revendique une harmonisation entre l'éducation scolaire et les attentes sociales pour que celles-ci puissent pleinement développer leur potentiel intellectuel et moral. Elle en publie une seconde partie en 1900, toujours dans la Revue Universitaire, où elle explore les conséquences de l'éducation contradictoire des jeunes filles, partagée entre les idéaux libéraux et les attentes sociales conservatrices. Ces articles sont ensuite rassemblés et publiés sous le titre De l'éducation moderne des jeunes filles chez Armand Colin.
En 1912, elle publie Amour et mariage, un ouvrage dans lequel elle encourage les femmes à poursuivre leurs études et à préserver leur indépendance après le mariage. Cependant, dans les années 1910, elle s’oppose à la transformation des lycées féminins dans le but de préparer le baccalauréat, mue par un idéal d'études désintéressées.

### Traduction de l'œuvre d'Emerson et diffusion en France
Marie Dugard manifeste un intérêt profond pour la philosophie et la culture intellectuelle américaine du XIXᵉ siècle, en particulier pour les œuvres de Ralph Waldo Emerson. À son retour des États-Unis, elle publie une biographie remarquée, Emerson, sa vie et son œuvre, ainsi qu'une anthologie intitulée Pages choisies d’Emerson. Elle traduit également deux de ses ouvrages en français : Société et Solitude et La Conduite de la vie : Essais politiques et sociaux, contribuant à faire connaître sa pensée en France,,.

### Confession religieuse
Marie Dugard est élevée dans le catholicisme. Après sa rencontre avec le pasteur Franck-Henri Lauga à Reims, dans les années 1880, elle se convertit au protestantisme. 
En 1928, elle publie Sur les frontières de la foi, un essai qui explore les relations entre le christianisme, la pensée moderne, la vie individuelle et sociale, adoptant un point de vue spirituel et engagé en faveur des valeurs morales, bien que critiqué pour ses imprécisions historiques et théologiques.

## Prix et distinctions
- 1897 : Prix Jules Favre de l'Académie française pour La société américaine[14]
- 1908 : Prix Guizot de l'Académie française pour Ralph Waldo Emerson, sa vie et son œuvre[14]
- 1923 : Légion d'honneur

## Œuvres

### Livres et recueils d'articles
- La Culture morale. Lectures de morale théorique et pratique, Armand Colin, 1892
- La Société américaine, moeurs et caractères, la famille, rôle de la femme, écoles et universités, Hachette, 1896, 320 p.
- Michelet, Armand Colin, 1898, 31 p.
- De l'éducation moderne des jeunes filles, Armand Colin, 1900
- De la formation des maîtres de l’enseignement secondaire à l’étranger et en France, Armand Colin, 1902, 242 p.
- Ralph Waldo Emerson, sa vie et son œuvre, Armand Colin, 1907, 418 p.
- L’Évolution contre l’éducation, Hachette, 1910, 119 p.
- Âmes françaises, pages vécues, Fischbacher, 1917, 112 p.
- La Culture et la Vie, problèmes de demain, Fischbacher, 1918, 122 p.
- Les Deux Françoises, Fischbacher, 1920, 160 p.
- Son péché, Éditions de la Vraie France, 1926, 247 p.
- Sur les frontières de la foi, Presses universitaires L. Bellenand ; libr. Félix Alcan, 1928, 284 p.
- Étapes, Je sers, 1932, 398 p.

### Éditions de textes et traductions
- 1908 : Pages choisies, de Ralph Waldo Emerson
- 1909 : La Conduite de la vie (The Conduct of Life), de Ralph Waldo Emerson, 294 p.
- 1911 : Société et Solitude (Society and Solitude), de Ralph Waldo Emerson, Armand Colin, 350 p.
- 1912 : Essais politiques et sociaux, de Ralph Waldo Emerson, 40 p.